# Código Beta
Código Beta é um método de representação usando apenas caracteres ASCII, caracteres e formatação encontrada em antigos textos gregos (e outras línguas antigas). Seu objetivo é ser não apenas uma romanização do alfabeto grego, mas para representar fielmente uma grande variedade de textos originais - incluindo formatação, bem como caracteres raros ou idiossincráticos.
O Código Beta foi desenvolvido pela David W. Packard no final de 1970 e adotada por Thesaurus Linguae Graecae em 1981. Tornou-se o padrão de codificação grego politônico e também tem sido usado por uma série de outros projetos, como o Projeto Perseus (que codifica todos os seus textos gregos antigos usando o Código Beta, o Packard Humanities Institute, a coleção de Documentário Papiro Duke, e o Projeto Greek Epigraphy Project na Cornell e Ohio State University. O Código Beta pode ser facilmente convertido para uma variedade de sistemas para a exibição, mais notavelmente o Unicode.
Sistemas como o Sophokeys para digitar Código Beta mas para produzir glifos gregos diretamente no texto introduzido (e não quando é editado ou outra forma de saída) são cada vez mais populares, com o resultado do Beta Code, com algumas variações, tornou-se uma espécie de mapa de teclado universal para entrada de texto em grego politônico.

## Codificação

### Alfabeto grego
| Maiúscula | Código Beta | Nome da letra | Minúscula | Código Beta |
| --------- | ----------- | ------------- | --------- | ----------- |
| Α         | *A          | Alfa          | α         | A           |
| Β         | *B          | Beta          | β         | B           |
| Γ         | *G          | Gamma         | γ         | G           |
| Δ         | *D          | Delta         | δ         | D           |
| Ε         | *E          | Epsilon       | ε         | E           |
| Ϝ         | *V          | Digamma       | ϝ         | V           |
| Ζ         | *Z          | Zeta          | ζ         | Z           |
| Η         | *H          | Eta           | η         | H           |
| Θ         | *Q          | Theta         | θ         | Q           |
| Ι         | *I          | Iota          | ι         | I           |
| Κ         | *K          | Kappa         | κ         | K           |
| Λ         | *L          | Lambda        | λ         | L           |
| Μ         | *M          | Mu            | μ         | M           |
| Ν         | *N          | Nu            | ν         | N           |
| Ξ         | *C          | Xi            | ξ         | C           |
| Ο         | *O          | Omicron       | ο         | O           |
| Π         | *P          | Pi            | π         | P           |
| Ρ         | *R          | Rho           | ρ         | R           |
| Σ         | *S          | Medial Sigma  | σ         | S, S1       |
| Σ         | *S          | Final Sigma   | ς         | S, S2, J    |
| Ϲ         | *S (*S3)    | Lunate Sigma  | ϲ         | S (S3)      |
| Τ         | *T          | Tau           | τ         | T           |
| Υ         | *U          | Upsilon       | υ         | U           |
| Φ         | *F          | Phi           | φ         | F           |
| Χ         | *X          | Chi           | χ         | X           |
| Ψ         | *Y          | Psi           | ψ         | Y           |
| Ω         | *W          | Omega         | ω         | W           |

### Pontuação
| Pontuação | Código Beta | Nome                        |
| --------- | ----------- | --------------------------- |
| .         | .           | Ponto final                 |
| ,         | ,           | Vírgula                     |
| ·         | :           | Dois pontos (Ponto mediano) |
| ;         | ;           | Ponto de interrogação       |
| ’         | '           | Apóstrofo                   |
| ‐         | -           | Hífen                       |
| —         | _           | Travessão                   |

### Acentos e sinais diacríticos
| Diacrítico | Código Beta | Nome              | Exemplos | Codificado como |
| ---------- | ----------- | ----------------- | -------- | --------------- |
| ̓           | )           | Smooth breathing  | ἐν       | E)N             |
| ̔           | (           | Rough breathing   | ὁ, οἱ    | O(, OI(         |
| ́           | /           | Acute accent      | πρός     | PRO/S           |
| ͂           | =           | Circumflex accent | τῶν      | TW=N            |
| ̀           | \           | Grave accent      | πρὸς     | PRO\S           |
| ̈           | +           | Diaeresis         | προϊέναι | PROI+E/NAI      |
| ͅ           | \|          | Iota subscript    | τῷ       | TW=\|           |
| ̄           | &           | Macron            | μαχαίρᾱς | MAXAI/RA&S      |
| ̆           | '           | Breve             | μάχαιρᾰ  | MA/XAIRA'       |